# Verwaltungsgericht Darmstadt

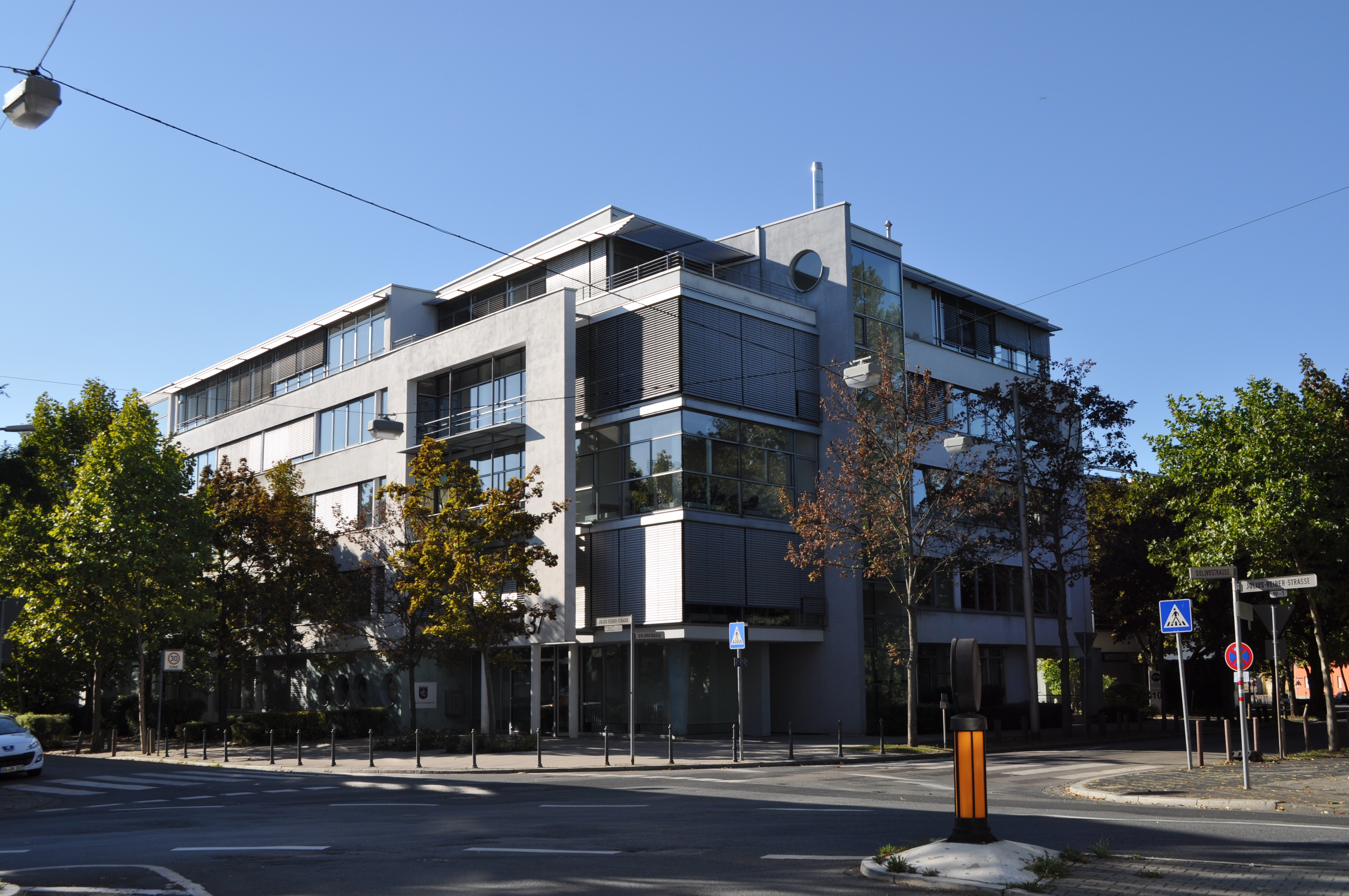
Gebäude des Verwaltungsgerichts

Das Verwaltungsgericht Darmstadt ist eines von fünf erstinstanzlichen Gerichten der Verwaltungsgerichtsbarkeit in Hessen und hat seinen Sitz in Darmstadt.

## Geschichte
Bereits seit dem 19. Jahrhundert war Darmstadt Sitz eines Verwaltungsgerichts. 1875 wurde für das damalige Großherzogtum Hessen der Hessische Verwaltungsgerichtshof errichtet. Nach dem Zweiten Weltkrieg wurde das Verwaltungsgericht Darmstadt am 15. Oktober 1946 als Gericht von Groß-Hessen – noch vor Entstehung des Landes Hessen – begründet. Vorangegangen war eine entsprechende Anordnung der Amerikanischen Militärregierung und ein Gesetz über die Verwaltungsgerichtsbarkeit (Süddeutsches VVG) vom 6. August 1946. Erster Direktor wurde der frühere Innen-, Finanz- und Justizminister des Volksstaates Hessen, Ferdinand Kirnberger.

## Gerichtsbezirk
Der Gerichtsbezirk umfasst die Städte Darmstadt und Offenbach am Main sowie die Landkreise Bergstraße, Darmstadt-Dieburg, Groß Gerau, Odenwaldkreis und Offenbach.

## Instanzenzug
Berufungs- und Beschwerdeinstanz des Verwaltungsgerichts Darmstadt ist der Hessische Verwaltungsgerichtshof mit Sitz in Kassel. Er ist auch die übergeordnete Verwaltungsbehörde.

## Gerichtsgebäude
Das Gericht ist in einem Gebäude in der Julius-Reiber-Straße untergebracht.

## Historische Quellen
Das ältere Schriftgut des Verwaltungsgerichts Darmstadt wird im Hessischen Staatsarchiv Darmstadt aufbewahrt (Bestand H 15 Darmstadt). Der Bestand enthält nicht nur Unterlagen zur Anfangszeit des Gerichtes, etwa in Gestalt einer Akte zur Amtstracht in den 1940er Jahren, sondern auch eine Fülle von Prozessakten. Der Bestand ist zu großen Teilen bereits verzeichnet und online recherchierbar.